# Arthrinium cuspidatum
Arthrinium cuspidatum är en svampart som först beskrevs av Cooke & Harkn., och fick sitt nu gällande namn av Woldemar Tranzschel 1914. Arthrinium cuspidatum ingår i släktet Arthrinium och familjen Apiosporaceae.   Inga underarter finns listade i Catalogue of Life.